# Charlotte Slottsberg

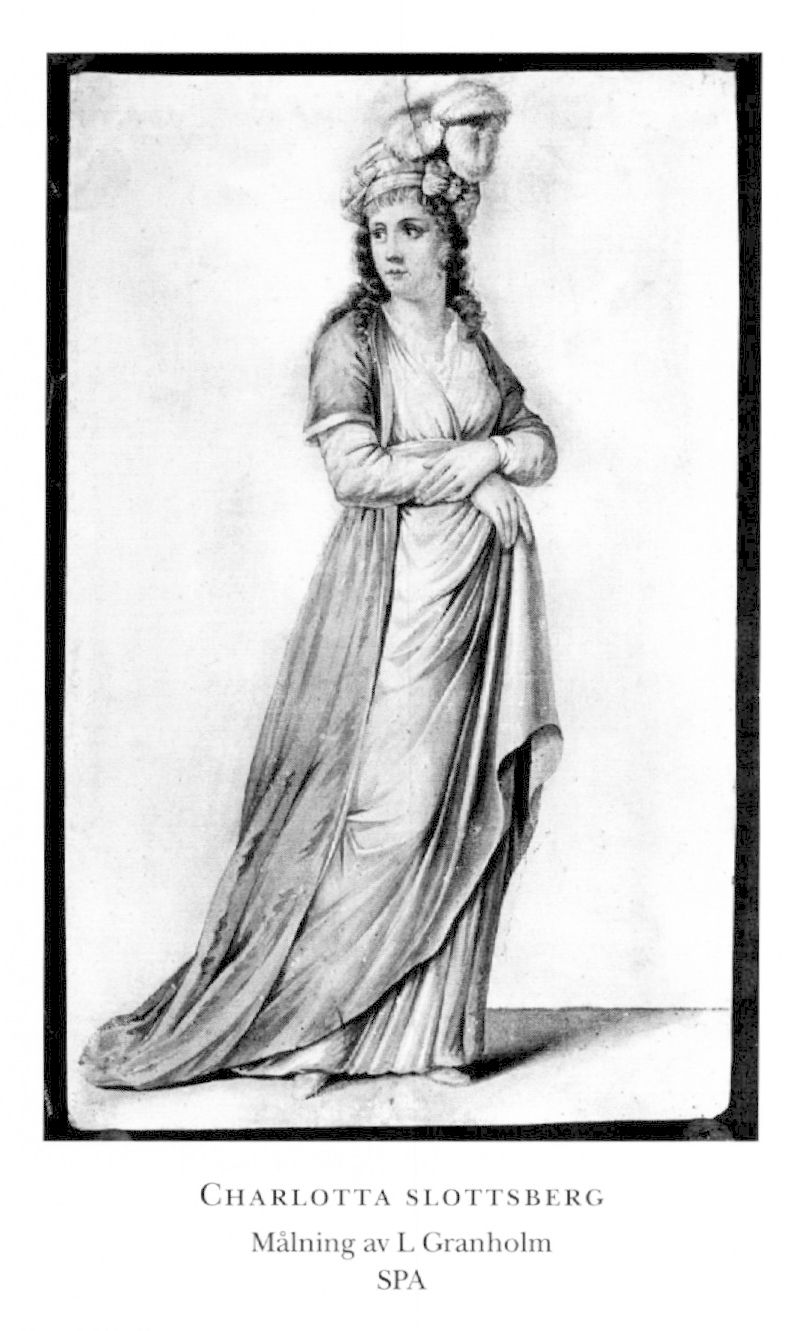
Charlotte Slottsberg (1760–1800)

Charlotte Slottsberg, eigentlich Gustava Charlotta Slottberg (* 29. Mai 1760 in Stockholm; † 29. Mai 1800 ebenda), war eine schwedische Balletttänzerin. In die Geschichte eingegangen ist sie auch wegen ihrer langjährigen Beziehung zu Herzog Karl, dem späteren Karl XIII. Sie war eines der ersten Mitglieder des Königlichen Balletts (Kungliga Baletten) und galt als die vielleicht bedeutendste schwedische Ballerina ihrer Zeit.

## Leben
Charlotte Slottsberg wurde als einziges Kind des Perückenmachers Andreas Slottberg (* 1723) und der Tänzerin Lovisa Charlotta Schubardt (* 1737) geboren. Der Nachname ihres Vaters wurde eigentlich Slottberg und nicht Slottsberg geschrieben, aber die letztere Schreibweise wurde von ihr immer verwendet. Andreas Slottberg arbeitete eine Zeit lang als Perückenmacher für die französische Schauspieltruppe Du Londel. Die Mutter und die Tanten Anna Margareta Schubart (* 1740) und Sabina Juliana Schubart (* 1748) werden in einem Verzeichnis von 1770 als professionelle Tänzerinnen aufgeführt. Man darf davon ausgehen, dass sie ohne feste Anstellung und eher unbedeutend waren. Es wird jedoch angenommen, dass Slottsberg von ihrer Mutter und ihren Tanten ihren ersten Unterricht erhielt. Die Familie war arm.
Der Wohnort der Familie war ein Viertel, in dem viele Leute lebten, die mit dem Theater zu tun hatten, und es wird angenommen, dass Slottsberg schon früh unter anderem Louis Gallodier und Betty Olin kennen lernte. Charlotte Slottsberg trat als Kind mit ihrer Mutter und ihren Tanten auf kleineren Bühnen in Stockholm auf und wurde dann als Schülerin in der Schauspieltruppe Du Londel im Stora Bollhuset angestellt. Für 1768 ist ein Auftritt in einem Kinderballett, das nach einer Aufführung von La Clochette durch die Truppe im Schloss Ulriksdal gegeben wurde, überliefert.
Sowohl ihre Mutter als auch ihre Tanten wurden nach der Gründung der Königlichen Oper im Jahr 1773 dort angestellt, ebenso wie Charlotte Slottsberg selbst. Als die Oper im selben Jahr eröffnet wurde, war sie neben Magdalena Lundblad eine der wenigen einheimischen Tänzerinnen im neu gegründeten Königlichen Ballett. Charlotte Slottsberg trat am 23. Dezember 1773 in der Rolle des „Hymenaios“ mit Elisabeth Olin und Carl Stenborg in der Oper „Thetis und Peleus“ (Thetis och Pelée) von Francesco Antonio Uttini auf.
Schon am Beginn ihrer Karriere schrieb Carl Christoffer Gjörwell: „Unsere neue Mlle Slottsberg wird eine der größten Tänzerinnen Europas werden; sie setzt niemals einen Fuß auf die Bühne, ohne dass sie von den königlichen Logen wie im Parkett mit dem meisten Applaus bedacht wird“ (Juli 1773). Ein Tanzeinlage Slottsbergs in Acis and Galatea in der Spielzeit 1773–74, war einer der wenigen Einzelbeiträge, die in dieser Oper einhellig gelobt wurden. Antoine Bournonville gab ihr 1784 eine Rolle in Les Meunieres Provencaux, in der sie sich entwickeln und künstlerisch ausleben konnte und die als der Beginn ihrer Blütezeit als Tänzerin beschrieben wird. Sie wurde zu einer bevorzugten Tanzpartnerin von Bournonville und wurde 1787 zur Solotänzerin an der Oper ernannt.
In der Spielzeit 1777–78 spielte sie die „Aurore“ in Céphale et Procris ou L’amour conjugal von André-Ernest-Modeste Grétry zusammen mit Stenborg und Lovisa Augusti, in der Spielzeit 1786–87 die „Lucile“ im Pantomimenballett La Rosiére de Salency von Jean-Rémy Marcadet zusammen mit Bournonville und Carlo Caspare Simone Uttini und in der Spielzeit 1787–88 die Göttin „Bellona“ zusammen mit Giovanna Bassi als „Pallas“ im Ballett von Louis Gallodier in der Oper Gustaf Adolf och Ebba Brahe. 1776 trat sie als Schäferin mit ihrer Mutter und Sophie Hagman in Aline, drottning uti Golconda von Francesco Antonio Uttini auf.
In den 1770er und 1780er Jahren galt sie als Schwedens beste einheimische Balletttänzerin. Slottsberg tanzte bis zur Spielzeit 1788–89.
Charlotte Slottsberg galt als „Edelprostituierte“. Damals wurden die Stockholmer Prostituierten in verschiedenen Kategorien bezeichnet, und Slottsberg wurde zu den „Mademoiselles der besseren Sorte“ oder als Kurtisane gezählt. In der aus den späten 1760er-Jahren überlieferten Liste Horor i Stockholm i slutet på 1760-talet und auch in einer weiteren Quelle, dem Samling af wisor, poesier och artiga anecdoter von Petter Wissman aus dem Jahr 1786, werden ihre Mutter und die beiden Tanten als Prostituierte aufgeführt.
Einem Bericht zufolge prostituierte sich Charlotte Slottsberg erstmals 1774, um ihrem Vater zu helfen, der in Frankreich wegen Schulden verhaftet worden war. Im Jahr 1774 soll sie eine Affäre mit dem österreichischen Botschafter Joseph Clemens von Kaunitz-Rietberg gehabt haben. Zu den Personen, mit denen Charlotte Slottsberg verkehrte, gehörten Kanzler Fredrik Sparre (1731–1803) und der königliche Sekretär Carl Wilhelm Seele (1765–1803). Sie soll ein Kind mit einem Grafen Posse, möglicherweise Carl Posse (1719–1791), gehabt haben. Als sie starb, enthielt ihr Nachlass alte Rechnungen gegenüber einem großen Teil der damaligen schwedischen Machtelite, die offenbar ihre Dienste zu kaufen pflegte, darunter der Oberhovstallmästre Claes Rålamb (1750–1826), Schwedens Botschafter in Österreich Gustaf von Düben (1774–1812), Johan Gustaf Cronhjelm oder der Kavallerie-Offizier Adam Johan Lagerberg.
Charlotte Slottsberg war zeitweise die Mätresse von Herzog Karl, dem späteren Karl XIII. von Schweden, und wird als eine seiner berühmteren Mätressen erwähnt. Ihre Beziehung dauerte von Mitte 1776/77 bis 1797, war aber nicht exklusiv. Slottsbergskan, wie sie genannt wurde, durfte sich im Gegensatz zu Sophie Hagman, die eine ähnliche Beziehung zu Karls jüngerem Bruder Herzog Friedrich unterhielt, wegen ihres Rufs als Kurtisane nicht offen am Hof oder in der Gesellschaft zeigen. Ihr Einfluss auf Herzog Karl, den sie auch für Gustav III. ausgeübt und eine geheime Pension als Gegenleistung dafür bekommen haben soll, machte sie unbeliebt. Am 13. April 1790 schrieb Karls Schwester Sophie Albertine von Schweden über Charlotte Slottsberg und ihren Bruder: „Er ist wirklich so verblendet und verhext von dieser bösen Slottsberg, die ihn all diese dummen Dinge tun lässt und ihn kontrolliert; sie selbst ist vom König gekauft, der ihr eine Pension gibt und sie alles tun lässt, was er vom Herzog will.“ Herzog Karl ließ sie mit einem Wagen fahren, der sonst für Hofdamen reserviert war, mit Kutschern in seiner Livree. Er nach einer Beschwerde von Karls Ehefrau Hedwig von Schleswig-Holstein-Gottorf endete dies 1795 und die Beziehung wurde diskreter.
Ob sie während der Regierungszeit von Karl XII. (1792–96) Einfluss auf politische Angelegenheiten nahm, ist nicht bekannt, und auch nicht, ob sie jemals mit Gustaf Adolf Reuterholm zusammentraf, aber es ist nicht unmöglich. Sie wurde jedoch in politischen Zusammenhängen erwähnt. Als 1793 Seide und Kaffee verboten wurden, hieß es in Stockholm: „Solange die Damen Löf und Slottsberg (die Mätressen des Herzogs) Seide und alle Arten von Schmuck tragen, sollten diese Dinge nicht verboten werden.“ Sie erhielt von Karl den Titel Oberfataburshustru am königlichen Hof.
Slottsberg pflegte eigene, wechselhafte Beziehungen. Sie war in einen Adolf Fredrik Heitmüller verliebt, der sie betrog und den Schmuck verpfändete, den sie vom Herzog erhalten hatte. Karl verbot ihr daraufhin, Heitmüller zu sehen, aber in Abwesenheit des Herzogs nahm das Paar dennoch seine Kutsche und wurde in einem Gasthaus kostenlos bewirtet und von den Bürgern begrüßt, die sie für Herzog und Herzogin hielten. 1779 ließ Karl Heitmüller wegen Schulden ins Gefängnis werfen, aber Slottsberg besuchte ihn im Gefängnis und soll ihm Essen auf einem silbernen Tablett gebracht haben, das sie vom Herzog geschenkt bekommen hatte.
Sie wohnte „mit der ganzen Eleganz einer Grande Cocotte“. Sie schätzte Seidenmöbel, vermietete Zimmer und hatte auch ihre Mutter bei sich wohnen, sowie einen Kutscher, einen Diener, ein Küchen- und ein Hausmädchen. Ihre Bibliothek war umfangreich und enthielt auch politische Literatur. Sie besaß auch einen kleinen Landsitz, ein Sommerhaus oder eine Villa in Järva krog, in der Nähe von Schloss Ulriksdal und gegenüber von Schröderheims Anwesen.
Im Jahr 1799 heiratete sie den gleichaltrigen Kapitän Adolph Granholm, einen ehemaligen Marineoffizier. Sie hatte einen Ehevertrag aufgesetzt, in dem ihr Mann gegen eine Unterhaltszahlung von 1000 Talern (Riksdaler) auf das Recht auf Geschlechtsverkehr, das Recht auf ihr Eigentum und auf Gehorsam verzichtete.
Als sie 1800 starb, ließ Karl trotz der Proteste ihrer Mutter und ihres Ehemanns ihren Nachlass beschlagnahmen, da sie Schulden in Höhe des gesamten Wertes ihres Nachlasses bei ihm habe. Sie wurde in der Jakobskirche feierlich beigesetzt.
Die Sparre-Briefsammlung auf Schloss Ericsberg enthält einen Brief von Slottsberg an den damaligen Reichsrat und späteren Reichskanzler Fredrik Sparre, in dem sie ihn dringlich bittet einen bei ihr entwendeten Brief eines anderen Liebhabers wieder zurückzugeben:

„Nådige herre. Då jag fördristar mig att tillskrifva Eders Excellens med mina rader så får jag tillika ödmjukast bedja det E. Exl. ej tager illa opp att jag gör en påminnelse om det angelegna brefvet som E. Exlns tog ur potporikrukan i min sängkammare och som jag ej med godvilligt samtycke tillätt Ers Exlens att ta me sig det är nu andra gånnen som jag skrifvit till E. Exlens derom utan att få igen det och jag väntade af en sådan förnem herre att han ej skulle bära sig så åt. Jag måste ha det innan afton ty den högt förneme herrn som då kommer till mig och som glömt brefvet hos mig lär väl ej veta att det varit ur mina rum, men jag tar mig den dristighet att säga, att om det ej är tillbaka innan dess så talar jag om att Ers Exl. har tagit brefvet med sig och det vill väl ej Ers. Exl. för någon del och utom den ånnest som jag nu har haft för E. Exl. skull så ska enda allt bli glömt sedan jag fått igen brefvet och E. Exl. får räkna på lika mycken favör som förut. Klockan nio i afton måste brefvet vara hos mig. Ers Exlens, ödmjukaste tjenarinna Ch. Slottsberg.“